# Transparente blanche

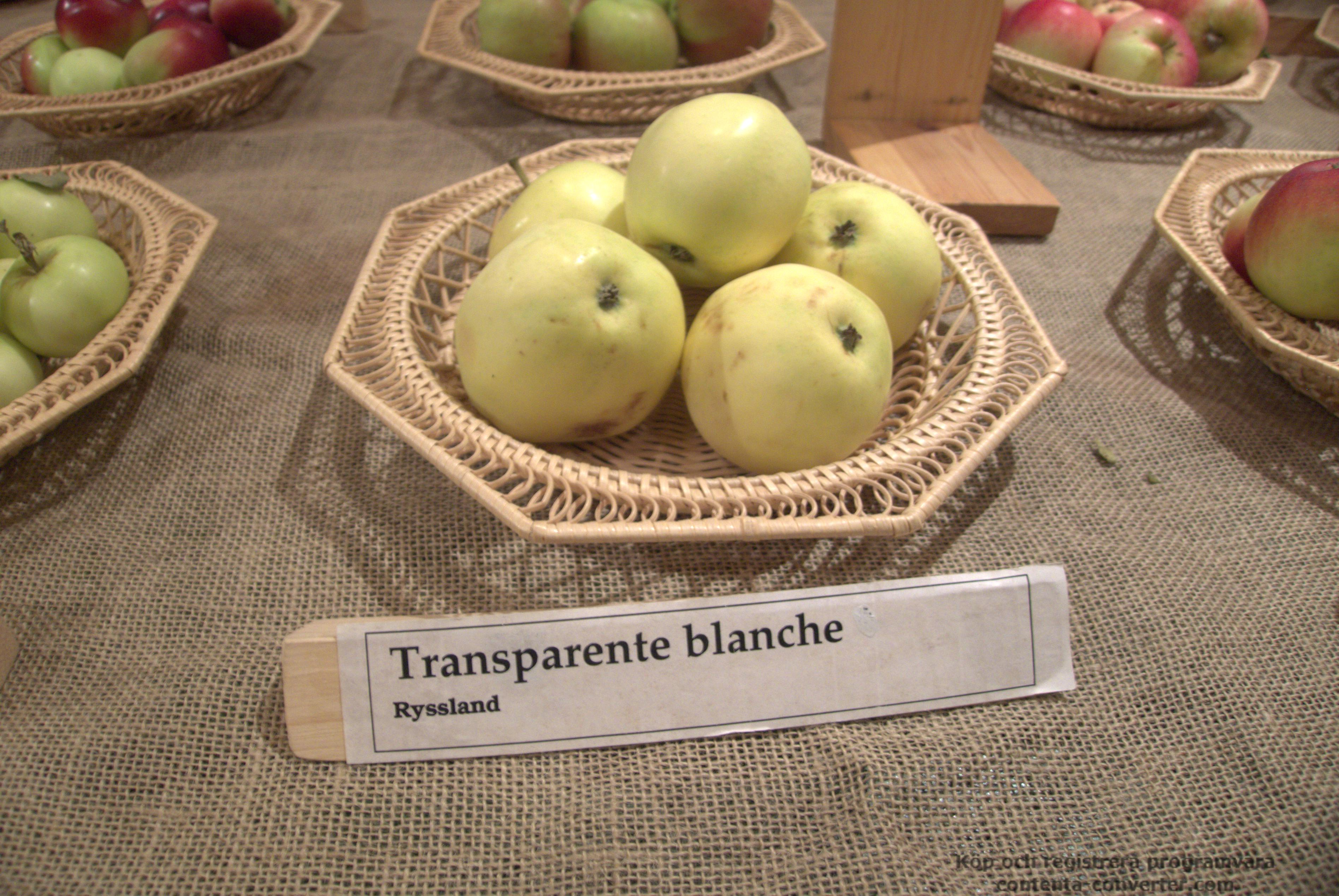
Transparente blanche

Vitt klaräpple (Transparente blanche) (litografi av målning av Henriette Sjöberg (1842–1915)).

Transparente blanche är en äppelsort som utsetts till landskapsäpple för Västerbotten. Frukten skördas under augusti månad, och har kort hållbarhetstid. Kan odlas i zon 1–6. Sorten började säljas av Alnarps Trädgårdar år 1879.
Transparente blanche anses som en utmärkt pollenlämnare.

## Beskrivning
Detta är ett allmänt odlat sommaräpple, möjligen härstammande från de baltiska staterna. Trädet är medelstort, upprättväxande, tidigt och rikt bördigt, vanligen friskt men angrips stundom av kräfta. Sorten synes ej ha större anspråk på jordmån. Frukten, som är medelstor, vanligen högbyggd och saknar rodnad, har tämligen syrligt fruktkött. Tidigt användbar i hushållet. Frukten mognar i augusti, plockas i omgångar och får helst kvarsitta på trädet till dess den är ätmogen. Används som bordsfrukt, med jämförelsevis kort hållbarhet, endast en–två veckor. Sorten är mycket härdig och kan såsom tidig mognande sommarsort förordas för odling inom zonerna I–IV.  Tiden mellan blomning och plockning är ca 78 dagar. Medelvikt är 75 gram, densitet 0,75, sockerhalt 10,5 % och syrahalt 1,12 %.